# Graeme Jefferies
Graeme Jefferies (...) è un musicista neozelandese.

## Biografia
Nel 1981 con suo fratello Peter Jefferies formò la band post-punk Nocturnal Projections che pubblicò alcuni dischi e cassette e tenne regolarmente dei concerti intorno alla loro città natale di New Plymouth e a Auckland. Quando il gruppo si sciolse nel 1983, i fratelli formarono un nuovo gruppo, This Kind of Punishment, che pubblicò tre album e un EP con la Flying Nun Records e la Xpressway Records, sciogliendosi poi nel 1987. Successivamente Peter intraprese una carriera da solista mentre Graeme, dopo un album da solista, Messages for the Cakekitchen, pubblicato nel 1988 dalla Flying Nun Records, che raggiunse un certo successo solo quando venne ripubblicato negli USA nel 1993, e un singolo con Alastair Galbraith nel 1989, si trasferì in Gran Bretagna dove formò una nuova band, The Cakekitchen, con la quale pubblicò una decina di LP. 
Nel 2018 ha pubblicato un libro di memorie, Time Flowing Backwards: A Memoir.

## Discografia
Solista
- 1988 - Messages for the Cakekitchen (LP)
- 1989 - Timebomb - Bravely, Bravely (singolo con Alastair Galbraith)

Con i Cakekitchen
- vedi The Cakekitchen

Con i This Kind of Punishment
- vedi This Kind of Punishment

Con i Nocturnal Projections
- vedi Nocturnal Projections

Con i The Sombretones
- 1990 - The Sombretones (EP)

## Opere
- Time Flowing Backwards: A Memoir (Mosaic Press, 2018)